# František Nittinger
František Nittinger (9. července 1768 Kirck – 17. ledna 1839 Praha) byl český zemědělský hospodář německého původu, lesnický a hutní odborník, správce křivoklátského panství šlechtického rodu Fürstenbergů na Berounsku ve středních Čechách. Svou osvětovou a inovátorskou činností významně přispěl k rozvoji zdejšího zemědělství a průmyslu zdejšího regionu v rané fázi průmyslové revoluce v českých zemích.

## Život

### Mládí
Narodil se do rodiny lesníka ve městě Kirck u břehů Bodamského jezera v Bádensku. Absolvoval šest tříd gymnázia, následně s podporou knížete Josefa Benedikta nastoupil ke studiu práv, filozofie a kameralistiky na univerzitě v Mnichově. Studium však opustil a poté absolvoval lesnickou školu ve Freiburgu.

### Fürstenberkové

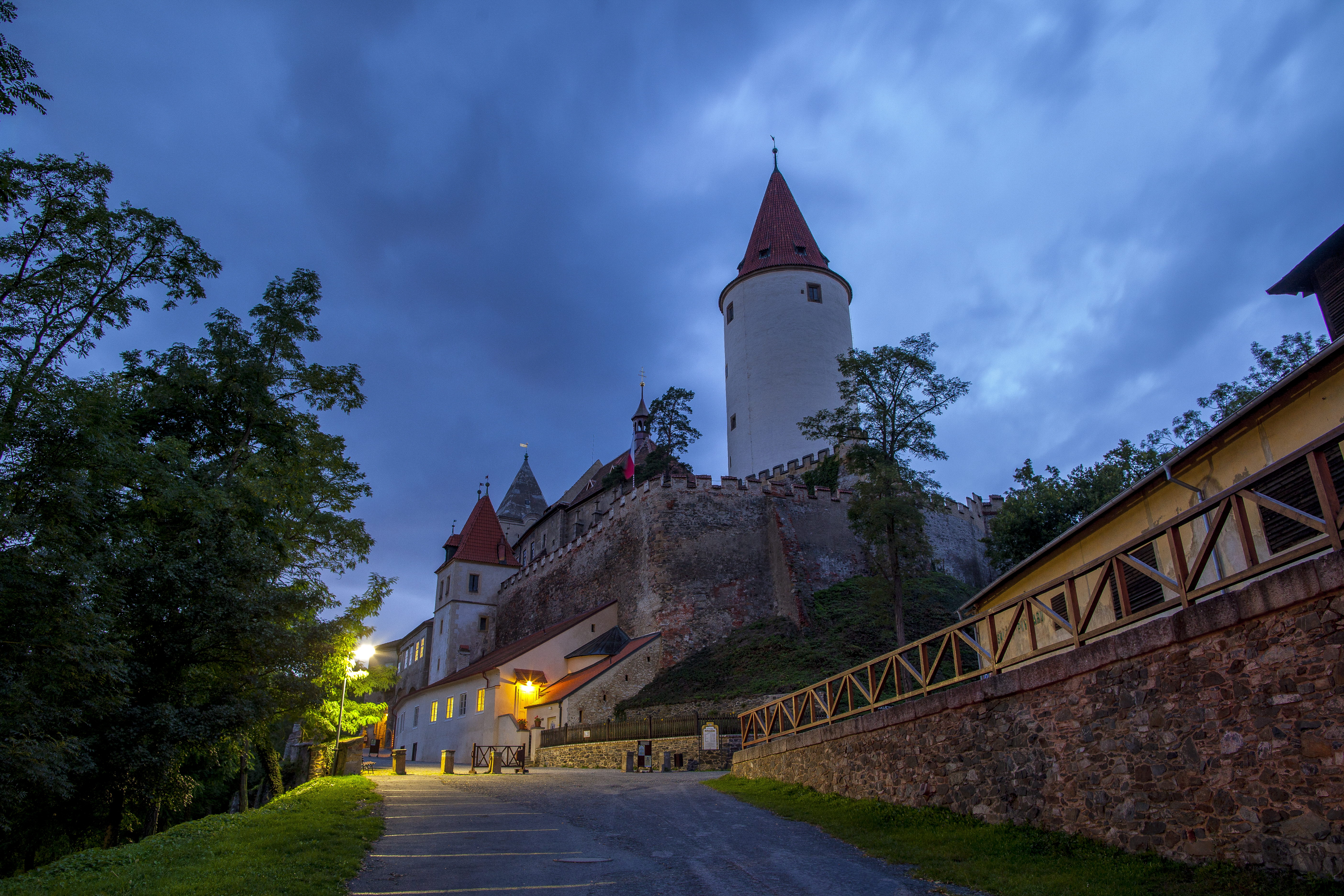
Hrad Křivoklát

Odešel do české části Rakouského císařství, zde začal v roce 1788 působit jako lesník na křivoklátském panství vlastněném šlechtickým rodem Fürstenbergů. V roce 1794 se následně stal lesním správcem na Dřevíči, roku 1804 byl jmenován ředitelem železářských hutí v Nižboru, které spolu s ostatními okolními hutěmi zpracovávali uhlí těžené v nedaleké kladenské pánvi. Po několika letech získal Nittinger funkci správce celého zdejšího fürstenberského panství.

### Správce panství
Ve své hospodářské práci byl maximálně úspěšný: zaváděl nové metody zemědělských a lesnických prací (např. systematické zalesňování), zasazoval se o modernizaci hutních provozů v Nižboru, Staré Huti a Nové Huti, jejichž provozy nechal výrazně rozšířit. V Roztokách u Křivoklátu pak dal vzniknout nové železářské huti, roku 1817 pak byly založeny hutě v Novém Jáchymově. Na panství byly zbudovány nové silnice, vznikaly nové obytné domy a kolonie pro zaměstnance panství, které vytvořily nové vesnice. Nittinger byl autorem mysliveckého řádu, inicioval též opravné a restaurační práce na hradě Křivoklát, které nadále ctily jeho gotický sloh.
I přes svou německou národnost udržoval František Nittinger úzký kontakt s intelektuálním prostředím českých vlastenců. Mezi jeho přátele patřili František Palacký, Josef Jungmannem, František Ladislav Rieger, geolog Joachim Barrande, hrabě Kašpar Šternberk či hrabě Rudolf Kinský.

### Koněspřežná železnice
Roku 1811 přišel Nittinger s plánem vybudování nákladní koněspřežně železnice o délce několika desítek kilometrů ze Staré Huti do Zbraslavi u Prahy pro zlepšení odbytu produkované oceli a dřeva. Návrh byl seriózně projednáván, nakonec byl ovšem zavržen z důvodu velké finanční náročnosti.
Roku 1825 se pak Nittinger zapojil do činnosti vznikající Pražské železniční společnosti, která stála za iniciováním a stavbou tzv. Lánské koněspřežky. V roce 1825 o koncesi žádali hrabě Kašpar Šternberk a hrabě Eugen Vrbna. Právo k postavení dráhy získali 30. července 1827. Podle císařského privilegia měla dráha pokračovat z Kladna přes křivoklátské lesy, Zbečno a Liblín do Plzně.

### Závěr života a úmrtí

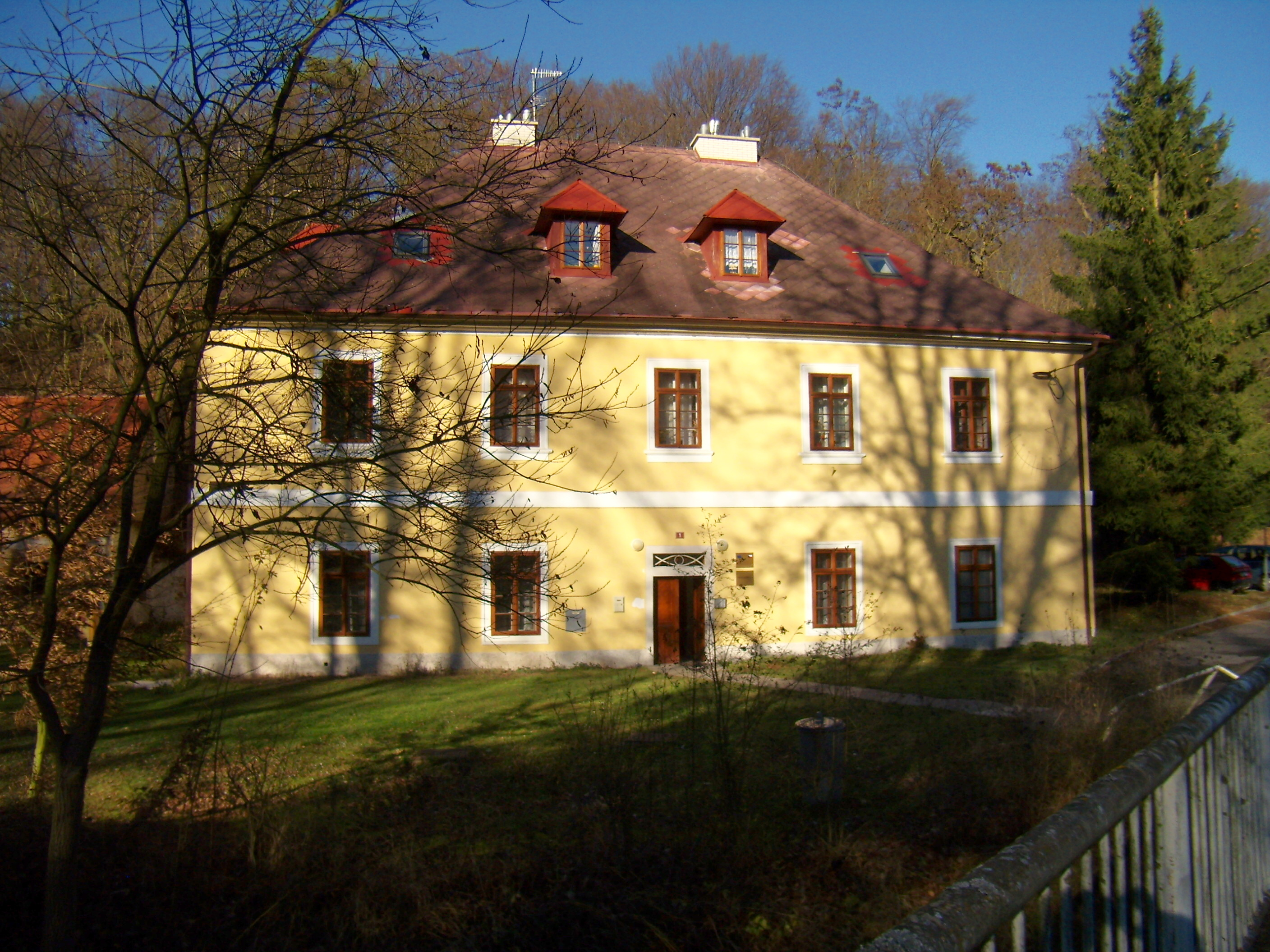
Objekt někdejších železáren v Novém Jáchymově

Roku 1838 odešel u příležitosti padesátého výročí nástupu do furstenberských služeb na odpočinek. Samotný odchod z funkce se stal společenskou událostí. Se svou ženou se odstěhoval do knížecího domu v ulici Na Příkopě v Praze. Zde 17. ledna 1839 zemřel. Dle své poslední vůle byl pohřební obřad vykonán v Praze, tělo pak bylo pochováno v hrobě na Lesním hřbitově v Novém Jáchymově. Kříž na hrobě byl vyroben v místních železárnách

### Rodinný život
Byl ženatý s Františkou Nittingerovou. Ta zemřela několik let po něm v pražském domě, kde žili.